# Ivo il tardivo
Ivo il tardivo és una pel·lícula italiana de 1995 dirigida per Alessandro Benvenuti i protagonitzada per Francesca Neri, Davide Bechini, Francesco Casale i el propi Benvenuti.

## Argument
Ivo és un malalt mental que viu en una granja aïllada al poble de Castelnuovo dei Sabbioni. Un dia coneix a Sara, qui se sensibilitza sobre la condició d'Ivo i, després de conèixer-ho millor, ho convenç d'ingressar a una comunitat que alberga pacients psiquiàtrics.

## Repartiment
- Alessandro Benvenuti: Ivo
- Francesca Neri: Sara
- Davide Bechini: Fabio
- Francesco Casale: Andrea
- Antonino Iuorio: Antonio
- Sandro Lombardi: Aldo
- Guido Cerniglia: Padre de Sara
- Lucia Ragni: Tía Augusta
- Daniele Trambusti: Lele

## Reconeixements
Patrizio Fariselli,  qui va aportar la música per al film, va guanyar el Ciak d'oro en la categoria de millor banda sonora.